# Konradin
Konradin (Konrad V. ili Konrad Mlađi) (Wolfstein, 25. ožujka 1252. – Napulj, 29. listopada 1268.), švapski vojvoda, jeruzalemski i sicilski kralj iz dinastije Hohenstaufen, sin kralja Konrada IV. i Elizabete Wittelsbach.
Kada je papa Klement IV. predao Siciliju u feud Karlu I. Anžuvinskom, Konradin je pošao s vojskom u pohod u Italiju kako bi vratio svoj baštinski posjed. Poražen je u bici kod Tagliacozza, zarobljen i pogubljen u Napulju kao posljednji legitimni potomak dinastije.